# Gravelcykling
Gravelcykling er en cykelsport som primært afvikles på grus- og markveje. Der kan køres på en racercykel med brede dæk, men også specialudviklede gravelcykler benyttes af eliteryttere.
I oktober 2022 blev det første officielle VM i gravel afholdt.